# Berta olivescens
Berta olivescens là một loài bướm đêm trong họ Geometridae.